# Paepalanthus orthogonalis
Paepalanthus orthogonalis är en gräsväxtart som beskrevs av Silveira. Paepalanthus orthogonalis ingår i släktet Paepalanthus och familjen Eriocaulaceae. Inga underarter finns listade i Catalogue of Life.